# 德鲁·霍兰
德鲁·霍兰（英語：Drew Holland，1995年4月11日—），美国男子水球运动员。他曾代表美国参加2020年和2024年夏季奥林匹克运动会水球比赛，其中2024年奥运会获得一枚铜牌。